# Bacteria simplex
Bacteria simplex är en insektsart som beskrevs av Ludwig Redtenbacher 1908. Bacteria simplex ingår i släktet Bacteria och familjen Diapheromeridae. Inga underarter finns listade.